# بهرام سياوشان
بهرام سياوشان (بالفارسية الوسطى: وهرام سيافاخشان) كان قائدًا عسكريًا إيرانيًا دعم القائد العسكري الساساني المُتميز بهرام جوبين، ولعب دورًا نشطًا في المراحل الأولى من الحرب الأهلية الساسانية 589-591، حتى قُتل على يد بهرام جوبين نفسه عام 590 بعد محاولته اغتيال الأخير.